# Chlamydomonas polypyrenoideum
Chlamydomonas polypyrenoideum là một loài tảo trong họ Chlamydomonadaceae, thuộc chi Chlamydomonas.